# Carson County
Das Carson County ist ein County im Bundesstaat Texas der Vereinigten Staaten. Das U.S. Census Bureau hat bei der Volkszählung 2020 eine Einwohnerzahl von 5.807 ermittelt. Der Sitz der County-Verwaltung (County Seat) befindet sich in Panhandle.

## Geographie
Das County liegt nördlich des geographischen Zentrums von Texas im sogenannten Texas Panhandle und ist etwa 120 km im Norden und Osten von der Grenze zu Oklahoma und im Westen von New Mexico entfernt. Es hat eine Fläche von 2393 Quadratkilometern, wovon 2 Quadratkilometer Wasserfläche sind. Es grenzt im Uhrzeigersinn an folgende Countys: Hutchinson County, Gray County, Armstrong County und Potter County.

## Geschichte
Carson County wurde am 21. Juni 1876 aus Teilen des Bexar County gebildet und am 26. Juni 1888 abschließend organisiert. Benannt wurde es nach Samuel Price Carson, einem Abgeordneten im Repräsentantenhaus der Vereinigten Staaten und ersten Außenminister der Republik Texas.

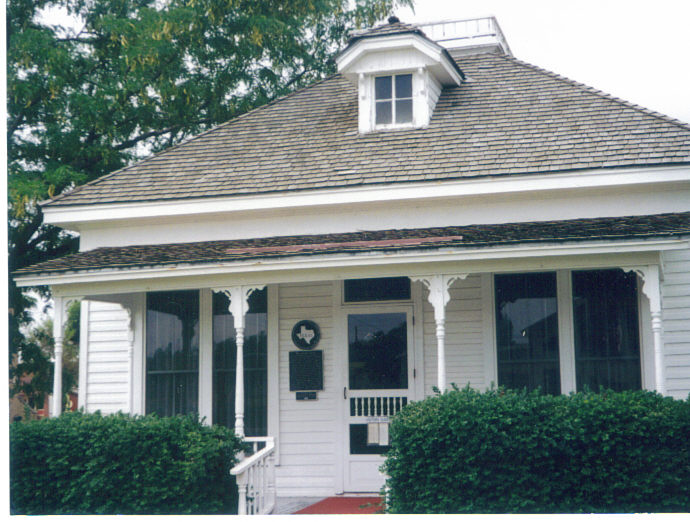
Das Carson County Square House Museum ist einer von vier Einträgen des Countys im NRHP.

Vier Bauwerke und Stätten des Countys sind im National Register of Historic Places (NRHP) eingetragen (Stand 17. Oktober 2018).

## Demografische Daten

Alterspyramide des Carson Countys (Stand: 2000)

Nach der Volkszählung im Jahr 2000 lebten im Carson County 6.516 Menschen; es wurden 2.470 Haushalte und 1.884 Familien gezählt. Die Bevölkerungsdichte betrug 3 Einwohner pro Quadratkilometer. Ethnisch betrachtet setzte sich die Bevölkerung zusammen aus 93,8 Prozent Weißen, 0,6 Prozent Afroamerikanern, 1,0 Prozent amerikanischen Ureinwohnern, 0,1 Prozent Asiaten und 3,1 Prozent aus anderen ethnischen Gruppen; 1,4 Prozent stammten von zwei oder mehr Ethnien ab. 7,0 Prozent der Einwohner waren spanischer oder lateinamerikanischer Abstammung.
Von den 2.470 Haushalten hatten 35,8 Prozent Kinder oder Jugendliche, die mit ihnen zusammen lebten. 65,3 Prozent waren verheiratete, zusammenlebende Paare, 8,1 Prozent waren allein erziehende Mütter und 23,7 Prozent waren keine Familien. 22,3 Prozent waren Singlehaushalte und in 11,3 Prozent lebten Menschen im Alter von 65 Jahren oder darüber. Die durchschnittliche Haushaltsgröße betrug 2,60 und die durchschnittliche Familiengröße betrug 3,04 Personen.
27,9 Prozent der Bevölkerung war unter 18 Jahre alt, 6,2 Prozent zwischen 18 und 24, 26,3 Prozent zwischen 25 und 44, 23,9 Prozent zwischen 45 und 64 und 15,7 Prozent waren 65 Jahre alt oder älter. Das Medianalter betrug 39 Jahre. Auf 100 weibliche Personen kamen 95,8 männliche Personen und auf 100 Frauen im Alter ab 18 Jahren kamen 92,2 Männer.
Das jährliche Durchschnittseinkommen eines Haushalts betrug 40.285 USD, das Durchschnittseinkommen einer Familie betrug 47.147 USD. Männer hatten ein Durchschnittseinkommen von 34.271 USD, Frauen 23.325 USD. Das Prokopfeinkommen betrug 19.368 USD. 5,4 Prozent der Familien und 7,3 Prozent der Einwohner lebten unterhalb der Armutsgrenze.

## Städte und Ansiedlungen
| - Abell - Cargray - Conway - Cuyler | - Groom - Lark - Lee | - McBride - Panhandle - Pomeroy | - Skellytown - White Deer - Yarnall |